# Ronti
Der Ronti ist ein 6063 m hoher Berg im westlichen Himalaya im indischen Bundesstaat Uttarakhand.
Der Ronti befindet sich im westlichen Teil der Nanda-Devi-Gruppe nordwestlich des Trishul.
Die Erstbesteigung gelang Peter Aufschnaiter und George Hampson am 15. Juni 1955. Sie erreichten den Gipfel von Süden aus dem Sattel zum Nanda Ghunti. Die zweite Besteigung gelang 1967 einer Frauenexpedition unter Deepali Sinha.
Der Ronti liegt im Gebiet des Nanda-Devi-Nationalparks.
Am 7. Februar 2021 ereignete sich an der Nordwand etwa 500 Meter unterhalb des Gipfels ein Bergsturz, bei dem rund 27 Mio. m³ Gestein und Eis abbrachen.
Die Lawine bestand aus etwa 20 Prozent Gletschereis und 80 Prozent Felsbrocken. Sie kam mit der Kraft einer großen Explosion im Tal des Flusses Ronti Gad auf.
Die Massen wurden von dem Fluss zum 15 Kilometer entfernten Rishiganga-Wasserkraftwerk transportiert. Die Anlage wurde völlig zerstört; 35 Arbeiter wurden von den Fluten mitgerissen.
Weitere 15 Kilometer flussabwärts starben über 140 Menschen in der fast 20 Meter hohen Flutwelle.
In der Bezirksstadt Joshimath, wo sich mehrere Gebirgsflüsse zum Alaknanda vereinen, zerstörte die Welle eine wichtige Brücke.
Insgesamt starben über 200 Menschen.